# 秀美叉吻魴鮄
秀美叉吻魴鮄，為輻鰭魚綱鮋形目牛尾魚亞目黃魴鮄科的其中一種，分布於印度洋區，從南非德班至安達曼海及中西太平洋海域，棲息深度550-658公尺，體長可達23公分，為底棲性魚類，屬肉食性，生活習性不明。